# لیپورن
لیپورن (به آلمانی: Lipporn) یک شهر در آلمان است که در Verbandsgemeinde Nastätten واقع شده‌است. لیپورن ۲۸۳ نفر جمعیت دارد.